# Triacanthagyna trifida
Triacanthagyna trifida är en trollsländeart som först beskrevs av Jules Pièrre Rambur 1842.  Triacanthagyna trifida ingår i släktet Triacanthagyna och familjen mosaiktrollsländor. IUCN kategoriserar arten globalt som livskraftig. Inga underarter finns listade i Catalogue of Life.

## Bildgalleri

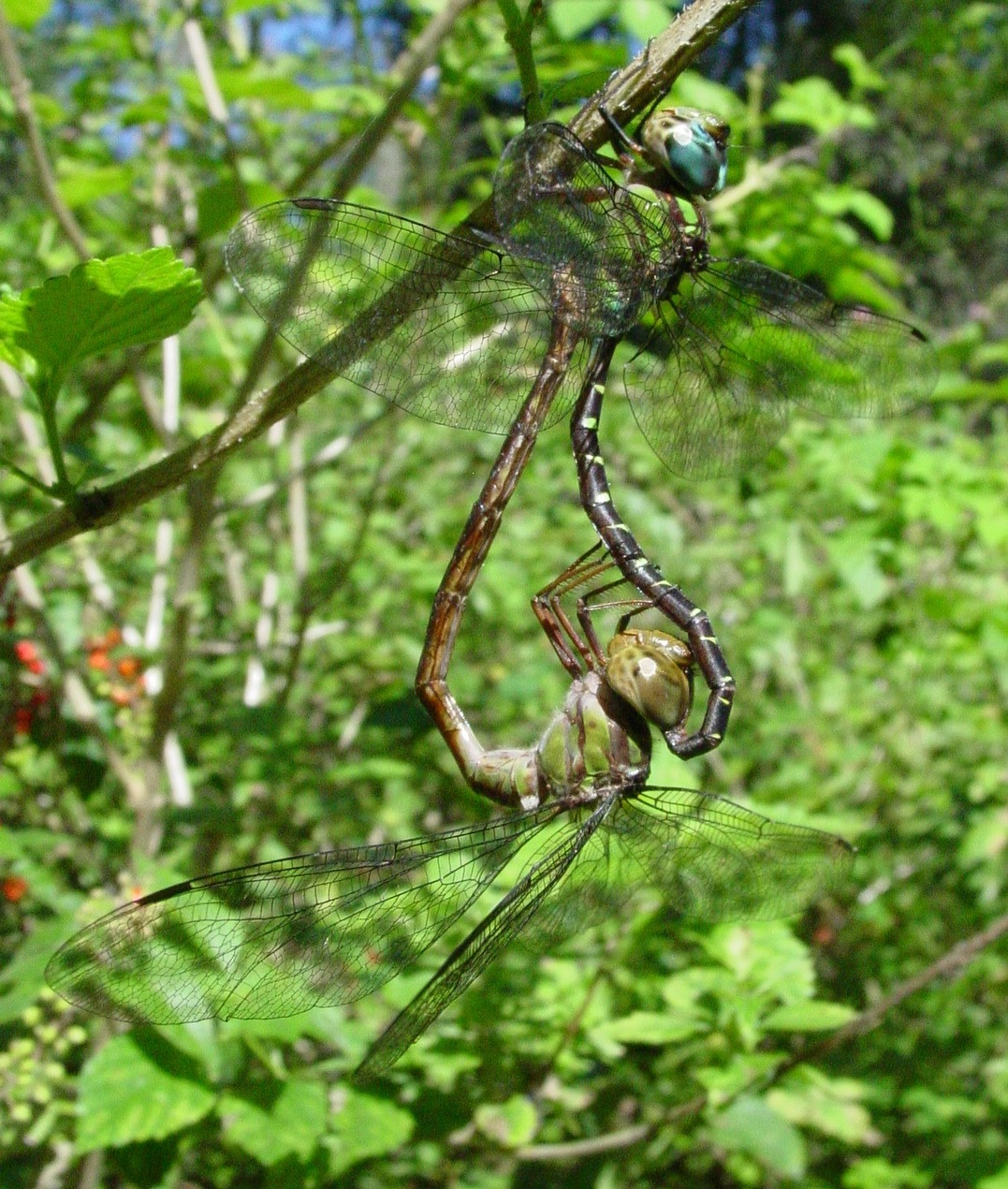